# August Abegg

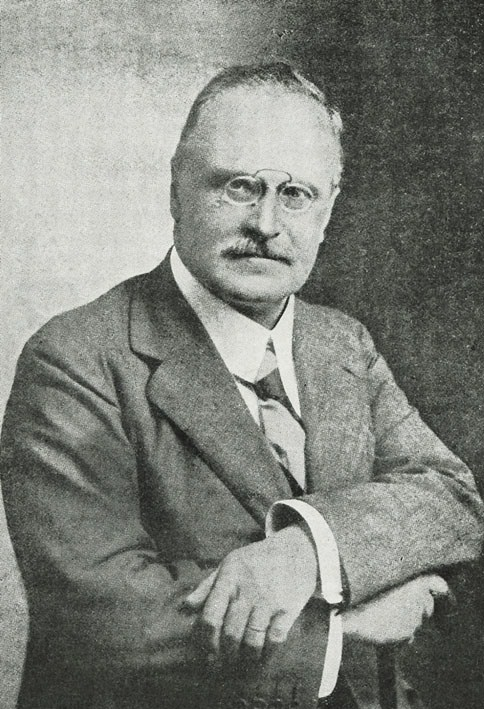
August Abegg

August Abegg (* 31. Dezember 1861 in Zürich; † 2. November 1924 in Turin) war ein Schweizer Textilfabrikant.

## Leben und Werk
August Abegg, Sohn von Carl Abegg-Arter und Bruder von Carl Abegg, besuchte zunächst das Gymnasium in Zürich sowie ab 1878 die Handelsschule in Genf und war anschließend im Büro des väterlichen Unternehmens beschäftigt. Sein Vater gewährte ihm pekuniäre Unterstützung, damit er zusammen mit Emilio Wild 1881 eine Baumwollspinnerei in Borgone Susa errichten konnte. Diese Firma entwickelte sich zum grössten Textilunternehmen Piemonts, was vor allem die Anwendung neuester Technik ermöglichte. So kam hier ab 1905 die erste Dampfturbine von Brown, Boveri & Cie. zum Einsatz. 1907 wurde das Unternehmen in die Aktiengesellschaft Cotonificio Val di Susa umgewandelt, deren alleinige Teilhaber 1913 die Gebrüder Abegg nach dem Ausscheiden Wilds wurden. 1923 gehörten nicht nur sieben Spinnereien zum Betrieb, sondern auch eine Weberei. In Anerkennung seiner Verdienste verlieh der italienische König August Abegg einen Orden mit dem Rang eines Commendatore. Augusts Anteil wurde nach dessen Tod von seinem Neffen Werner Abegg übernommen.
Auch war August Abegg, der 1889 die Zürcher Kaufmannstochter Anna Rüegg geehelicht hatte, ein Pionier bei der Einführung der Kunstfaserproduktion in Italien. Er besaß Anteile an mehreren Elektrizitätsgesellschaften und Banken. 1906 gehörte er mit Emilio Wild, Giovanni Agnelli senior und anderen Unternehmern zu den Förderern des Turiner Industriellenverbandes.

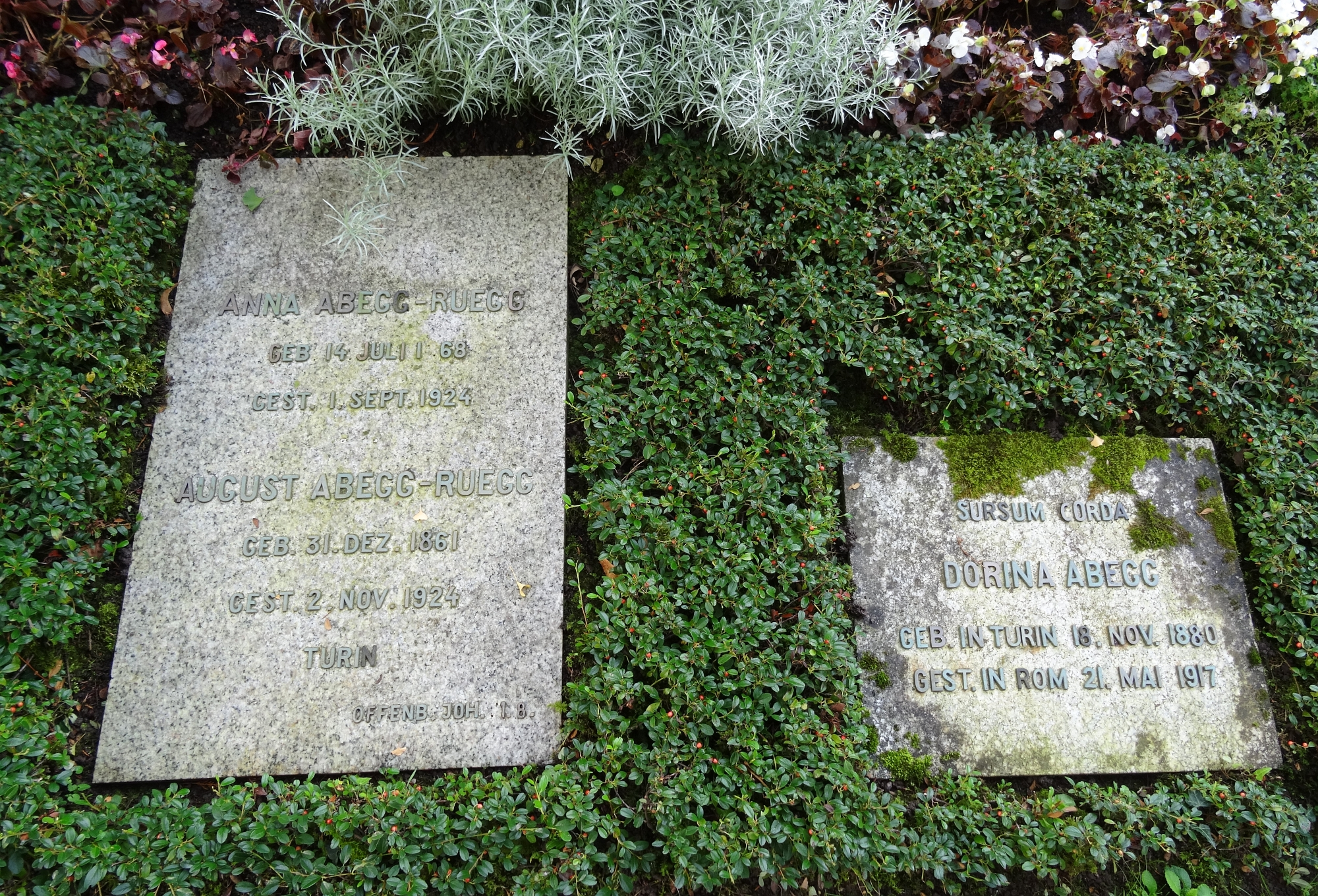
Grab, Friedhof Enzenbühl, Zürich

Seine Letzte Ruhestätte fand er auf dem Friedhof Enzenbühl in Zürich.